# جائزة إيطاليا الكبرى 2023
جائزة إيطاليا الكبرى 2023 (بالإنجليزية: 2023 Italian Grand Prix)‏، (المعروفة رسميًا باسم فورمولا 1 بيريللي جران بريميو ديتاليا 2023) هو سباق سيارات فورمولا 1 أقيم في الثالث من شهر سبتمبر عام 2023 في حلبة مونزا في مونزا، إيطاليا.
فاز بالسباق ماكس فيرستابين لفريق ريد بول ليحقق فوزه العاشر على التوالي، محطمًا الرقم القياسي السابق لسائق فريق ريد بول سيباستيان فيتيل بتسعة انتصارات متتاليات في السباق لعام 2013، ويوسع فوز فريق ريد بول على التوالي بالرقم القياسي باعتباره منشأ إلى خمسة عشر. فيرستابين و سيرجيو بيريز و بوليستر كارلوس ساينز جونيور صعدوا منصة التتويج، وهي منصة التتويج الثانية لساينز في حلبة مونزا .
سجل سباق الجائزة الكبرى الرقم القياسي مدة أقصر سباق من غير علم أحمر في زمن قدره 1:13:41.143،  محطمًا الرقم القياسي السابق الخاص بسباق الجائزة الكبرى الإيطالي لعام 2003 بزمن قدره 1:14:19.838. 

## نظرة عامة
أقيم الحدث خلال عطلة نهاية الأسبوع من اليوم الأول إلى الثالث من شهر سبتمبر. كانت هذه هي الجولة الرابعة عشرة من بطولة العالم للفورمولا واحد 2023 والنسخة الثالثة والتسعون من سباق الجائزة الكبرى الإيطالي . 

### ترتيب البطولة قبل السباق
مع حلول عطلة نهاية الأسبوع، تصدر ماكس فيرستابين بطولة السائقين بفارق مئة وثمان وثلاثين نقطة عن زميله سيرجيو بيريز، مع فرناندو ألونسو في المركز الثالث بفارق ثلاث وثلاثين نقطة أخرى. قاد فريق ريد بل بطولة الصانعين، متفوقًا على مرسيدس بفارق 285 نقطة وأستون مارتن بـ أربعين نقطة أخرى. 

### المشاركون
كان السائقون والفرق هم نفس قائمة مشاركي الموسم.  الاستثناء الوحيد كان دانييل ريكاردو، الذي حل مكان نيك دي فريس في سكودريا ألفا توري من سباق الجائزة الكبرى المجري فصاعدًا.  ومع ذلك، تم استبداله أيضًا في سباق الجائزة الكبرى بـ ليام لوسون، بعد إصابة ريكاردو خلال جلسة التدريب الثانية لسباق الجائزة الكبرى الهولندي السابق.  قاد فيليبي دروجوفيتش سيارة أستون مارتن بدلاً من لانس سترول خلال أول جلسة التدريب. 

### اختيار الإطارات
جلبت شركة بيريللي -مورد الإطارات- مركبات الإطارات C3 وC4 وC5 (المحددة بأنها صلبة ومتوسطة وناعمة على التوالي) لتستخدمها الفرق في هذا السباق.  هذه هي أفضلالمركبات المتاحة للترشيح، وتم ترشيحها آخر مرة في سباق الجائزة الكبرى المجري.
تمت تجربة تقليص الإطارات المخصصة للسباق من المعيار الثالث عشر إلى الحادي عشر، خلال سباق الجائزة الكبرى، وذلك بهدف جعل استخدام الإطارات أكثر استدامة. هذه المرة الثانية والأخيرة التي تم تجربتها في هذا الموسم بعد سباق الجائزة الكبرى المجري. تم فرض استخدام مركبات الإطارات خلال التجارب على أنها صلبة في القسم الأول، ومتوسطة في القسم الثاني، وناعمة في القسم الثالث، على افتراض أن الطقس جاف. 

## التجارب
تم عقد ثلاث جلسات تجارب لهذا الحدث، تم عقد أول جلسة تجارب حرة في الأول من شهر سبتمبر 2023، الساعة 13:30 بالتوقيت المحلي. تصدر ماكس فيرستابين الجلسة، وقد سجل كارلوس ساينز جونيور ثاني أسرع وقت ويليه سيرجيو بيريز ثالث أسرع وقت.
عُقدت جلسة التجارب الثانية في وقت لاحق من ذلك اليوم في الساعة 17:00 بالتوقيت المحلي (UTC + 2). وتصدره كارلوس ساينز جونيور، حيث سجل لاندو نوريس ثاني أسرع وقت، وقد سجل سيرجيو بيريز ثالث أسرع وقت. وُرفع العلم الأحمر على الجلسة باكرًا عندما فشل نظام الوقود الخاص بـلانس سترول، مما أجبره على الجلوس خارج بقية الجولة. تم رفع العلم الأحمر بعدها مرة ثانية عند اصطدام سيرجيو بيريز بالحصى عند المنعطف الحادي عشر. ومع ذلك، فإن حادث بيريز كان متأخرا بما يكفي في الجلسة ليحتفظ بثالث أسرع وقت.
تم عقد جلسة التجارب الثالثة في 2 سبتمبر 2023، الساعة 12:30 بحسب التوقيت المحلي (UTC+2)، حيث تصدر ساينز الجلسة متقدمًا على فيرستابين ولويس هاميلتون. 

## التصفيات
تم إقامة التصفيات في اليوم الثاني من شهر سبتمبر 2023، الساعة 16:00 بالتوقيت المحلي. 

### تقرير التصفيات
تصدر ماكس فيرستابين الجلسة الأولى، والتي كان من المقرر تركيبها على الإطارات الصلبة، متقدمًا على ألكسندر ألبون وتشارلز لوكلير، بينما لم يتأهل تشو جوانيو، بيير جاسلي، إستيبان أوكون، كيفن ماجنوسن ولانس سترول إلى الجلسة الثانية. تشو، أوسكار بياستري، الذي سيتعافى من خلال تسجيل أسرع وقت الحادي عشر، فرناندو ألونسو وفيرستابن تم حذف أوقات دوراتهم بسبب انتهاكات حدود المسار.
أما في الجولة الثانية، التي تم ضبطها على الإطارات المتوسطة فقد تصدرها فيرستابن أيضًا متقدمًا على نظيره لوكلير وكارلوس ساينز. هذه الجولة، يوكي تسونودا ، ليام لوسون، نيكو هولكنبرج، فالتيري بوتاس ولوجان سارجينت لم يتأهلوا إلى جولة التصفيات النهائية.
ظهر ألكسندر ألبون في الجولة الثالثة، والتي تم ضبطها على إطارات ناعمة، حيث اصطدم الجزء الخلفي الأيسر لفيرستابن بالحصى، بالرغم من ذلك فقد سجل أسرع لفة مؤقتة. وبعدها، تغلب ثنائي فيراري المكون من لوكلير وساينز على فيرستابن ليحتل المركز الأول حيث تغلب لوكلير على نظيره فيرستابن وفاز ساينز بفارق 0.013 ثانية واحتل المركز الأول أمام  أنصار سكوديريا فيراري المتحمسين. 

## السباق
تمت إقامة السباق في الثالث من شهر سبتمبر لعام 2023، وكان من المقرر في الساعة 15:00 بالتوقيت المحلي،  ولكن تم تأجيله لمدة 20 دقيقة بسبب إلغاء إجراء البداية.

### تقرير السباق
أُحبطت دورة التشكيل بعد تعطل يوكي تسونودا على المسار الصحيح. تمّ نقل سيارته عبر الشاحنة. ونتيجة لذلك،فُرض تأخير لمدة عشرون دقيقة. خلال هذا الوقت، ذهب أعضاء طاقم الحفرة للفريق إلى المسار. أدت دورتا التشكيل إلى تقصير إجمالي اللفات إلى 51؛ سيتم إجراء دورة التشكيل الثالثة.
حقق بولسيتر كارلوس ساينز جونيور بدايةً جيدة وتغلب على صاحب المركز الثاني ماكس فيرستابين في أول أربعة عشر لفة. حتى عندما سُمح لفيرستابن في دائرة الاستعلام والأمن، لم يتمكن من التجاوز بينما استمر ساينز في الحفاظ على دفاعه القوي. ومع ذلك، تمكن ساينز من الوصول إلى المنعطف الأول في اللفة الخامسة عشر، مما منح فيرستابن فرصة المنافسة. وفي النهاية تجاوز ساينز وقاد السباق في اللفات الخمسة عشر التالية حتى توقف. في ذاك الوقت، كان جورج راسل وسيرجيو بيريز يتنافسان على المركز الرابع خلف شارل لوكلير. في اللفة الرابعة عشرة، تمكّن بيريز من تجاوز راسل عند المنعطف الأول، لكن كلتا السيارتين أخطأتا المنعطف واضطر بيريز إلى استعادة المركز. بسبب حادثة أخرى ضد إستيبان أوكون في نفس الزاوية بعد توقفه، حصل راسل على ركلة جزاء مدتها خمس ثوانٍ.
باستثناء فيرستابن، خاض السائقون الآخرون منافسة متقاربة، حيث خاض بيريز ولوكليرك منافسة في الزاوية الثانية. ارتكب لويس هاميلتون خطأ أثناء محاولته تجاوز أوسكار بياستري، مما أدى إلى كسر الجناح الأمامي لسائق مكلارين. ونتيجة لذلك، حصل هاميلتون على ركلة جزاء مدتها خمس ثوانٍ، فكان لديه ما يكفي من الوقت أمام ألكسندر ألبون في النهاية لتجنب خسارة أي مركز عند تطبيق العقوبة. من مصلحة هاميلتون أن يسهل عمل ألبون، الذي كان يقيس حجم لاندو نوريس ويدافع ضده. في هذه الأثناء، لم يجد ساينز المساحة الكافية عند المنعطف الأول. اضطر ساينز للاستيلاء على منطقة الإعادة، ومنح بيريز المركز الثاني. وعندما وصلالسباق إلى مراحله الأخيرة، حُجِز لوكلير مرتين وكاد أن يصطدم بساينز. إذ كان هناك خطر انسحاب فيراري مرتين في السباق على أرضهم، لكن ساينز حافظ على هدوئه طوال الوقت أثناء انسحابه. أغلق ساينز على نفسه في الزاوية الأولى، حيث فاز فيرستابين بسباق الجائزة الكبرى الإيطالي للمرة الثانية على التوالي. بعشرة انتصارات متتالية منذ سباق جائزة ميامي الكبرى، حطم هذا الرقم القياسي الجديد الرقم القياسي لسيباستيان فيتيل 2013 والذي حقق تسعة انتصارات متتالية وسجلًّا جديدًا لفريق ريد بول مع الفوز بخمسة عشرة سباقًا متتاليًا منذ السباق السابق. جائزة أبوظبي الكبرى 2022. 